# پال تسیلری
پال تسیلری (ایتالیایی: Pal Zileri) شرکت کالای لوکس ایتالیایی است، که در سال ۱۹۸۰ میلادی تأسیس شد.